# コンベア

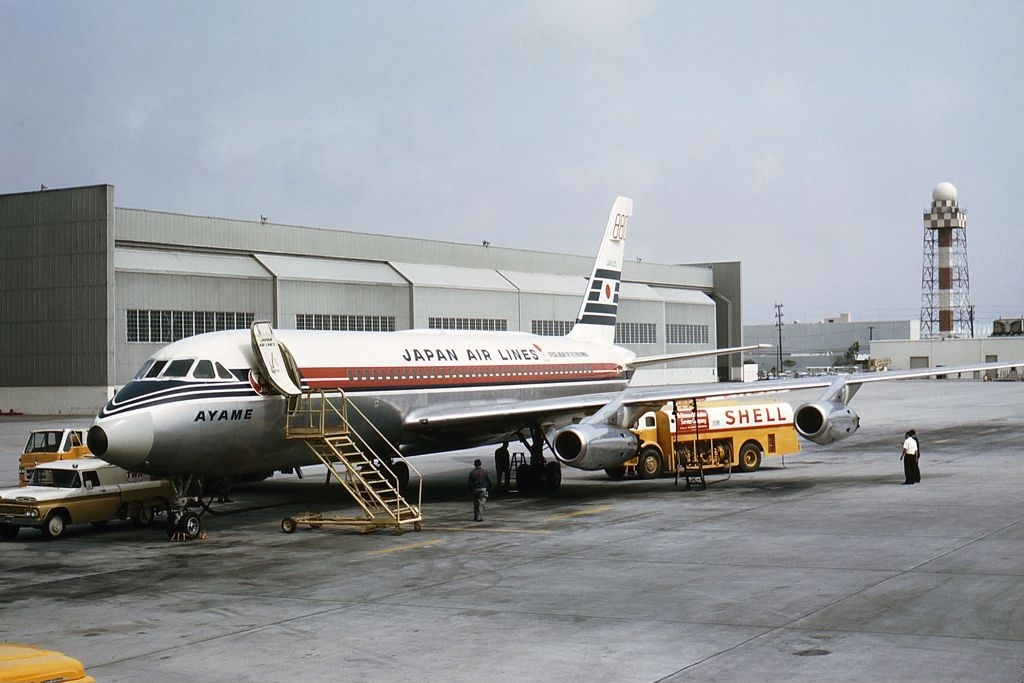
日本航空のコンベア 880

コンソリデーテッド・ヴァルティー・エアクラフト（The Consolidated Vultee Aircraft Corporation ）は、コンベアないしコンヴェア（Convair ）として知られている、かつて存在したアメリカ合衆国の航空機メーカーである。のちにジェネラル・ダイナミクスに買収され、その一部門として旅客機を製造していた。

## 歴史

### 会社の設立
PBYカタリナ飛行艇やB-24リベレーター爆撃機などで実績のあるコンソリデーテッド・エアクラフトと、ロッキード社でベガの設計主任であったジェラルド・ヴァルティーが同社を退社後に設立したヴァルティー・エアクラフトとが、1943年に合併してコンヴェアが設立された。
第二次世界大戦中から数多くの軍用機を製造し、戦後の1947年にプロペラ旅客機コンヴェア240を開発する。

### ジェネラル・ダイナミクスによる買収と大型ジェット旅客機の開発

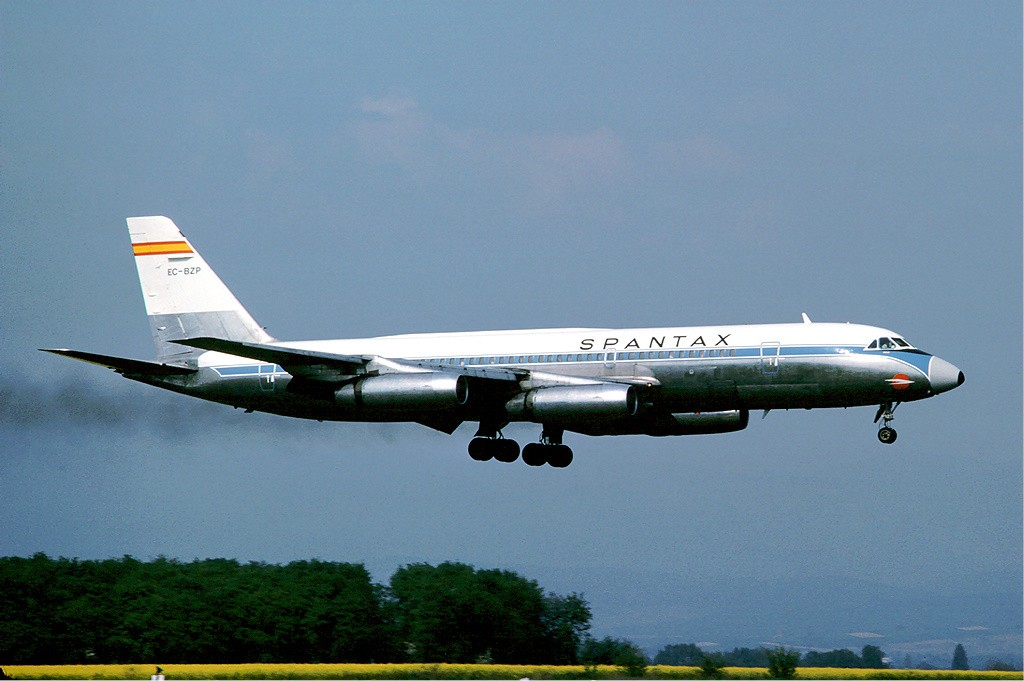
スパンタックス航空のコンベア990

1953年に、ジェネラル・ダイナミクス（潜水艦メーカーのエレクトリック・ボート  のことで、前年の1952年にカナデアと合併し、ジェネラル・ダイナミクスに社名を変更）に買収され、その一部門になった。
「コンベア」はジェネラル・ダイナミクスの航空機事業部門として残り、1950年代後半から1960年代前半にかけては、第1世代の大型ジェット旅客機であるコンヴェア880や990を開発した。

### 売却
しかし、コンベア880や990のライバル機であるボーイング707やDC-8の勢いで製造機数はそれほど伸びず、コンヴェア部門は販売不況に陥ったため、ジェネラル・ダイナミクスは、コンヴェア部門を1965年に終了させ、1976年にカナダ政府に売却。カナデアの名前で再出発した。しかし、国営企業として不採算体質に陥ったカナデアは1986年、ボンバルディアに売却された。

なお、ジェネラル・ダイナミクスの他の航空機事業は存続したが、主力だった軍用機部門は1992年、ロッキードに売却された。現在残っているのは1999年、ガルフストリーム・エアロスペースを買収し獲得したビジネスジェット機部門である。

## 製造した機体
合併によりコンヴェアができてから買収されるまでに設計・開発・製造が行われた機体のリストである。

### 軍用機

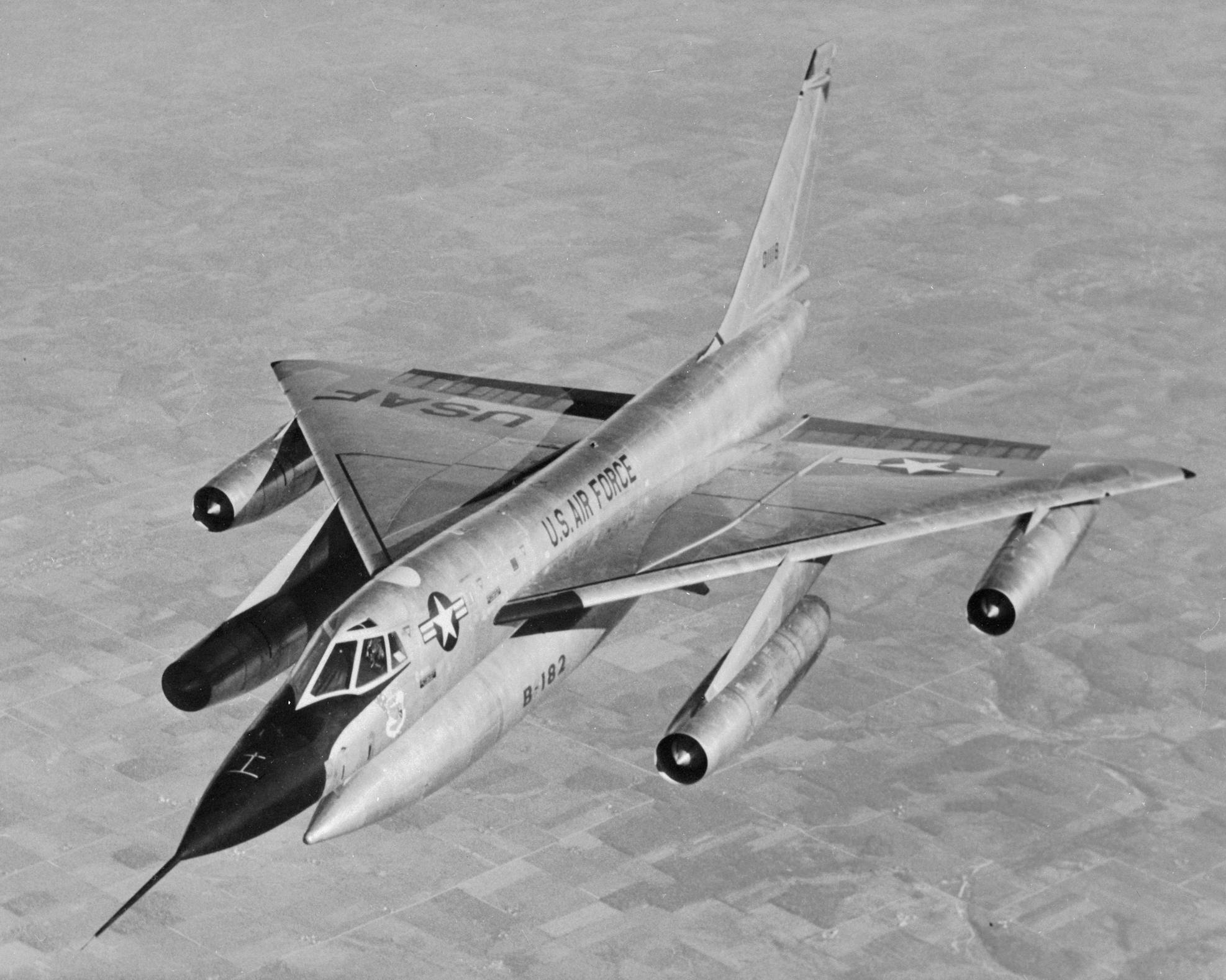
B-58

右の数字は、初飛行年である。
XP-81 (1945)
B-36 「ピースメーカー」(1946)
XB-46 (1947)
XC-99 (1947)
XF-92 (1948)
YB-60 (1952)
F-102 「デルタダガー」 (1953)
YF2Y →YF-7A 「シーダート」(1953)
XP5Y →R3Y 「トレードウインド」 (1954)
XFY「ポゴ」(1954)
C-131 「サマリタン」 (1955)
B-58 「ハスラー」 (1956)
F-106 「デルタダート」 (1956)

### 民間機
コンベア240 (1947)
コンベア340

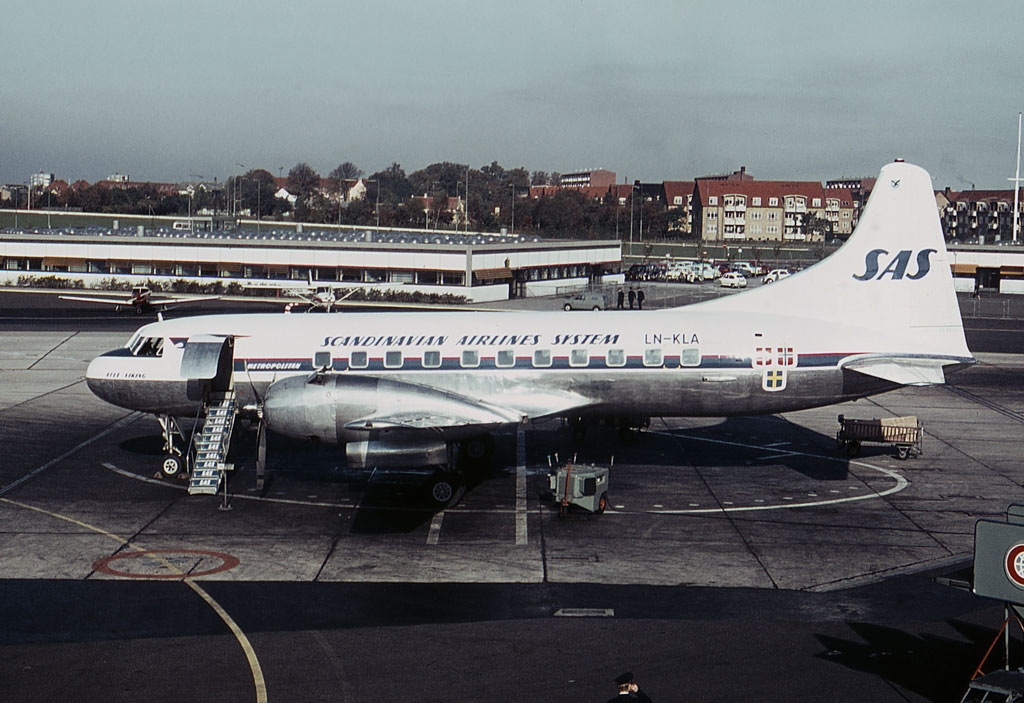
コンベア440
コンベア540 (1955) - ネイピア・アンド・サン社による改造機
コンベア580 (1960) - パックアエロ社による改造機
コンベア600 (1965)
コンベア CV-640
コンベア CV5800
コンベア880 (1959)
コンベア990 (1961)